# Andinoacara
У 1983 році д-р Свен О. Кулландєр (Dr. Sven O. Kullander) зробив ревізію роду Cichlasoma.
Потім взявся за рід Aequidens.
Як і з Cichlasoma був створений тимчасовий рід  'Aequidens'   для видів, які виведені з роду Aequidens і, по тій чи іншій причині, не ввійшли в жоден із описаних родів.
У червні 2009 6 видів з тимчасового роду  'Aequidens'  були переведені в новий рід Andinoacara Musilova, Z., Rican, O. & Novak, J., 2009

## Види
- Andinoacara biseriatus (Regan 1913)
- Andinoacara coeruleopunctatus (Kner 1863)
- Andinoacara latifrons (Steindachner, 1879)
- Andinoacara pulcher (Gill 1858)
- Andinoacara rivulatus (Gunther, 1860) — Зелений терор
- Andinoacara sapayensis (Regan, 1903)
- Andinoacara stalsbergi Musilová, Schindler & Staeck 2009